# Indosfera
Indosfera è un termine utilizzato per indicare le aree di influenza linguistica indiana nelle adiacenti regioni dell'Asia meridionale, del Sud-est asiatico e dell'Asia orientale. Tale concetto è comunemente usato nella linguistica areale in contrapposizione a "Sinosfera", che a sua volta identifica le lingue sinofone dell'area linguistica dell'Asia continentale sudorientale.
A differenza di termini come "lusofono" o "francofono", che si riferiscono alla diffusione e all'influenza multinazionale di una singola lingua con molteplici dialetti (rispettivamente il portoghese e il francese, in questo esempio), l'Indosfera individua tutte le lingue che si considerano originarie dell'India. Esse includono 22 lingue riconosciute e appartenenti a diverse macrofamiglie linguistiche, tra cui l'indoeuropeo e il dravidico. Queste lingue sono accomunate dall'influenza che esercitano sulle lingue di altri Paesi, più che dalla loro semplice diffusione.

## Influenza
La famiglia delle lingue tibeto-birmane si estende su un'enorme area geografica. È caratterizzata da una grande diversità tipologica e comprende lingue che vanno dal tipo altamente tonale, monosillabico, analitico e praticamente privo di morfologia affissale, come le lingue loloish, a lingue marginalmente tonali o atonali con complessi sistemi di morfologia di accordo verbale, come il gruppo Kiranti del Nepal. Questa diversità è parzialmente dovuta a influenze areali del cinese da un lato e delle lingue indoarie dall'altro. James Matisoff ha proposto l’esistenza di due ampie aree che combinano caratteristiche culturali e linguistiche cinesi e indiane, rispettivamente “Sinosfera” e “Indosfera”. Kristine A. Hildebrandt (e successivamente B. Bickel e J. Nichols) hanno ipotizzato l’esistenza di una zona cuscinetto tra di esse come terzo gruppo. L'Indosfera è dominata dalle lingue indoarie.
Alcune lingue appartengono inequivocabilmente a uno dei due gruppi. Ad esempio, i rami Munda e Khasi delle lingue austroasiatiche, le lingue tibeto-birmane del Nepal orientale e gran parte del gruppo “Kamarupan” del tibeto-birmano (incluso il Meitei) sono indosferici. La famiglia Hmong-Mien, il ramo Kam-Sui del Kadai, il ramo Loloish del tibeto-birmano e il vietnamita (Viet-Muong) sono invece sinosferici. Altre lingue ancora, come il thailandese e il tibetano, sono state influenzate sia dalla lingua cinese che da quella indiana in diversi periodi storici. Altre comunità linguistiche, invece, sono così lontane geograficamente da essere sfuggite a un'influenza significativa da parte di entrambe. Costituiscono un esempip il ramo asliano del Mon-Khmer in Malesia e il ramo nicobarese del Mon-Khmer nelle isole Nicobare dell'Oceano Indiano. Le lingue bodish e le lingue kham sono caratterizzate da proprietà prosodiche ibride simili sia a quelle di lingue indosferiche orientali imparentate che a quelle di sinosferiche occidentali. Alcune lingue del gruppo Kiranti nell'Indosfera si collocano tra le lingue morfologicamente più complesse dell'Asia.
L'influenza culturale, intellettuale e politica indiana – soprattutto quella del sistema scrittorio Pallava – iniziò a penetrare nel Sud-Est asiatico insulare e peninsulare circa 2000 anni fa. I sistemi scrittori indiani furono adottati prima dagli austronesiani, come nel giavanese e nel cham, e dagli austroasiatici, come nel khmer e nel mon, poi dai tai (tailandese e lao) e dai tibeto-birmani (pyu, birmano e karen). Le lingue indosferiche si trovano anche nel Sud-Est asiatico continentale, definito come la regione che comprende Laos, Cambogia, Thailandia e parti della Birmania, della Malesia peninsulare e del Vietnam. Sistemi scrittori affini si trovano anche nelle isole del Sud-Est asiatico, tra cui Sumatra, Giava, Bali, Sulawesi meridionale e gran parte delle Filippine. I termini dotti del lessico khmer, mon, birmano e thai/lao sono parole di origine pali o sanscrita. L'influenza indiana è arrivata anche a nord della regione himalayana. Il tibetano utilizza il sistema scrittorio ranjana già dal 600 d.C., ma ha costruito il nuovo lessico religioso e tecnico a partire dai morfemi nativi piuttosto che prendere in prestito quelli indiani. Gli Stati Cham, noti collettivamente come Champa e fondati intorno alla fine del II secolo d.C., appartenevano direttamente all'influenza della Grande India, e non a quella della Sinosfera, che ha plasmato gran parte della cultura vietnamita e da cui i Cham sono stati influenzati successivamente e indirettamente.

## Struttura
Le lingue della Sinosfera tendono a:
- essere analitiche
- avere scarsa morfologia
- avere strutture lessicali monosillabiche o sesquisillabiche
- usare spesso la composizione
- avere sistemi tonali complessi
- usare costruzioni verbali seriali

Le lingue dell’Indosfera tendono invece a:
- essere più agglutinanti
- avere strutture polisillabiche
- avere un’ampia morfologia dei casi e dei verbi
- avere marcature dettagliate delle relazioni interproposizionali.

Il manange (come altre lingue tamangiche) rappresenta un caso interessante, poiché geograficamente si colloca perfettamente nell'Himalaya indosferico, ma tipologicamente condivide più caratteristiche con le lingue sinosferiche.
Molte lingue della parte occidentale della famiglia sino-tibetana, che comprende le lingue tibeto-birmane, mostrano significative somiglianze tipologiche con altre lingue dell'Asia meridionale, il che le colloca nel gruppo dell'Indosfera. Spesso hanno sillabe più pesanti rispetto a quelle orientali, mentre i sistemi tonali, benché attestati, non sono così frequenti. Le lingue indosferiche sono frequentemente prive di tono e/o altamente suffissali. Spesso è presente una notevole morfologia flessiva, da sistemi di marcatura dei casi completamente sviluppati a un'estesa morfologia pronominale presente nel verbo. Queste lingue generalmente dispongono di un certo numero di tipi di relazioni intercasuali e hanno costruzioni distinte che coinvolgono gli ausiliari verbali. Le lingue dell'Indosfera presentano tipicamente consonanti occlusive retroflesse, proposizioni relative postfrasali e un’estesa grammaticalizzazione del verbo dire. Nelle lingue dell'Indosfera, come le lingue tibeto-birmane dell'India nordorientale e del Nepal, ad esempio, si riscontra spesso lo sviluppo di pronomi relativi e strutture correlative, nonché di consonanti iniziali retroflesse.